# Šķirotava
Šķirotava är ett distrikt i den lettiska huvudstaden Riga. Šķirotava hade 2 256 invånare år 2010.